# Christopher Cross
Christopher Cross (født Christopher Charles Geppert; 3. maj 1951) er en amerikansk singer-songwriter og guitarist.
Han har vundet fem Grammy Awards for sit selvbetitlede debutalbum, der blev udgivet i 1979. Singlerne "Sailing" (1979) og "Arthur's Theme (Best That You Can Do)" (fra filmen Arthur, 1981) nåede førstepladsen af Billboard Hot 100. "Sailing" modtog tre Grammy'er i 1980, mens "Arthur's Theme" vandt Oscar for Best Original Song (med medkomponisterne Burt Bacharach, Carole Bayer Sager og  Peter Allen) i 1982.

## Diskografi

### Studiealbums
| År                                       | Album                         | Pladeselskab              | Hitlisteplaceringer | Hitlisteplaceringer | Hitlisteplaceringer | Hitlisteplaceringer | Hitlisteplaceringer | Hitlisteplaceringer | Hitlisteplaceringer | Hitlisteplaceringer | Hitlisteplaceringer | Certificeringer                                   |
| År                                       | Album                         | Pladeselskab              | AUS                 | CAN                 | GER                 | JPN                 | NLD                 | NZ                  | SWE                 | UK                  | US                  | Certificeringer                                   |
| ---------------------------------------- | ----------------------------- | ------------------------- | ------------------- | ------------------- | ------------------- | ------------------- | ------------------- | ------------------- | ------------------- | ------------------- | ------------------- | ------------------------------------------------- |
| 1979                                     | Christopher Cross             | Warner Bros.              | 6                   | 26                  | —                   | 18                  | 14                  | 16                  | —                   | 14                  | 6                   | - RIAA: 5× Platin - ARIA: 2× Platin - BPI: Platin |
| 1983                                     | Another Page                  | Warner Bros.              | 6                   | 23                  | 2                   | 1                   | 7                   | 9                   | 12                  | 4                   | 11                  | - RIAA: Guld - BPI: Guld                          |
| 1985                                     | Every Turn of the World       | Warner Bros.              | —                   | —                   | 44                  | 27                  | 34                  | —                   | 37                  | —                   | 127                 |                                                   |
| 1988                                     | Back of My Mind               | Warner Bros.              | —                   | —                   | 45                  | 27                  | —                   | 93                  | 49                  | —                   | —                   |                                                   |
| 1992                                     | Rendezvous                    | CMC                       | —                   | —                   | —                   | 96                  | —                   | —                   | —                   | —                   | —                   |                                                   |
| 1994                                     | Window                        | CMC                       | —                   | —                   | —                   | 91                  | —                   | —                   | —                   | —                   | —                   |                                                   |
| 1998                                     | Walking in Avalon             | CMC                       | —                   | —                   | —                   | —                   | —                   | —                   | —                   | —                   | —                   |                                                   |
| 1999                                     | Red Room                      | CMC                       | —                   | —                   | —                   | —                   | —                   | —                   | —                   | —                   | —                   |                                                   |
| 2007                                     | A Christopher Cross Christmas | Ear                       | —                   | —                   | —                   | —                   | —                   | —                   | —                   | —                   | —                   |                                                   |
| 2008                                     | The Café Carlyle Sessions     | Ear                       | —                   | —                   | —                   | —                   | —                   | —                   | —                   | —                   | —                   |                                                   |
| 2010                                     | Christmas Time Is Here        | Ear                       | —                   | —                   | —                   | —                   | —                   | —                   | —                   | —                   | —                   |                                                   |
| 2011                                     | Doctor Faith                  | Ear                       | —                   | —                   | 48                  | —                   | —                   | —                   | —                   | —                   | —                   |                                                   |
| 2012                                     | A Night in Paris              | Ear                       | —                   | —                   | —                   | —                   | —                   | —                   | —                   | —                   | —                   |                                                   |
| 2014                                     | Secret Ladder                 | Christopher Cross Records | —                   | —                   | —                   | —                   | —                   | —                   | —                   | —                   | —                   |                                                   |
| 2017                                     | Take Me As I Am               | Christopher Cross Records | —                   | —                   | —                   | —                   | —                   | —                   | —                   | —                   | —                   |                                                   |
| "—" denotes releases that did not chart. |                               |                           |                     |                     |                     |                     |                     |                     |                     |                     |                     |                                                   |

### Compilations
- 1991: The Best of Christopher Cross (WEA)
- 1999: Greatest Hits Live (CMC)
- 2001: Definitive Christopher Cross (Warner Bros./Asia)
- 2002: The Very Best of Christopher Cross (Warner Bros.)
- 2011: Crosswords: The Best of Christopher Cross (101 Distribution)

### Soundtracks
- 1981: Arthur (Motion picture soundtrack) "Arthur's Theme (Best That You Can Do)"
- 1983: General Hospital (TV series soundtrack) "Think of Laura"
- 1984: Official Music of the XXIIIrd Olympiad "A Chance For Heaven" (swimming theme)
- 1986: Nothing in Common (Motion picture soundtrack) "Loving Strangers (David's Theme)"
- 2010: 30 Rock (TV series soundtrack) "Lemon's Theme"

### Singler
| 1980                                    | "Ride Like the Wind"                                             | 3  | —  | —  | —  | — | 25  | 31 | — | 69 | 2  | 24 |               | Christopher Cross                                           |
| 1980                                    | "Sailing"                                                        | 1  | —  | 21 | 18 | — | 46  | 8  | — | 48 | 1  | 10 | - BPI: Silver | Christopher Cross                                           |
| 1980                                    | "Never Be the Same"                                              | —  | —  | 25 | —  | — | 42  | 41 | — | —  | 15 | 1  |               | Christopher Cross                                           |
| 1980                                    | "Say You'll Be Mine"                                             | 33 | —  | —  | —  | — | —   | —  | — | —  | 20 | 15 |               | Christopher Cross                                           |
| 1980                                    | "Mary Ann" (Japan only)                                          | —  | —  | —  | —  | — | —   | —  | — | —  | —  | —  |               | Single only                                                 |
| 1981                                    | "Arthur's Theme (Best That You Can Do)"                          | 2  | —  | 7  | —  | 1 | 13  | 10 | 6 | 7  | 1  | 1  | - RIAA: Gold  | Arthur (soundtrack)                                         |
| 1983                                    | "All Right"                                                      | 13 | 23 | 14 | 16 | 5 | 30  | 44 | 5 | 51 | 12 | 3  |               | Another Page                                                |
| 1983                                    | "No Time for Talk"                                               | —  | —  | —  | —  | — | —   | —  | — | —  | 33 | 10 |               | Another Page                                                |
| 1983                                    | "Think of Laura"                                                 | 9  | —  | —  | —  | — | 100 | —  | — | —  | 9  | 1  |               | Another Page                                                |
| 1984                                    | "A Chance for Heaven" (swimming theme from 1984 Summer Olympics) | —  | —  | —  | —  | — | —   | —  | — | —  | 76 | 16 |               | The Official Music of the XXIIIrd Olympiad Los Angeles 1984 |
| 1985                                    | "Charm the Snake"                                                | —  | —  | —  | —  | — | —   | —  | — | —  | 68 | —  |               | Every Turn of the World                                     |
| 1985                                    | "Every Turn of the World"                                        | —  | —  | —  | —  | — | —   | —  | — | —  | —  | —  |               | Every Turn of the World                                     |
| 1986                                    | "Love Is Love (In Any Language)"                                 | —  | —  | —  | —  | — | —   | —  | — | —  | —  | —  |               | Every Turn of the World                                     |
| 1986                                    | "Loving Strangers"                                               | 94 | —  | —  | —  | — | —   | —  | — | —  | —  | 27 |               | Nothing in Common (soundtrack)                              |
| 1988                                    | "Swept Away"                                                     | —  | —  | —  | —  | — | —   | —  | — | —  | —  | —  |               | Back of My Mind                                             |
| 1988                                    | "I Will (Take You Forever)" (with Frances Ruffelle)              | 90 | —  | —  | —  | — | 47  | —  | — | —  | —  | 41 |               | Back of My Mind                                             |
| 1993                                    | "In the Blink of an Eye" (Germany only)                          | —  | 51 | —  | —  | — | —   | —  | — | —  | —  | —  |               | Rendezvous (Germany & Japan only)                           |
| 1993                                    | "Nothing Will Change" (Germany only)                             | —  | —  | —  | —  | — | —   | —  | — | —  | —  | —  |               | Rendezvous (Germany & Japan only)                           |
| 1993                                    | "Is There Something" (Germany only)                              | —  | —  | —  | —  | — | —   | —  | — | —  | —  | —  |               | Rendezvous (Germany & Japan only)                           |
| 1994                                    | "Been There, Done That" (Germany only)                           | —  | 55 | —  | —  | — | —   | —  | — | —  | —  | —  |               | Window (Germany & Japan only)                               |
| 1994                                    | "Wild, Wild West" (Germany only)                                 | —  | —  | —  | —  | — | —   | —  | — | —  | —  | —  |               | Window (Germany & Japan only)                               |
| "—" denotes releases that did not chart |                                                                  |    |    |    |    |   |     |    |   |    |    |    |               |                                                             |

### Andre optrædener
- 1974: Electromagnets, (med Eric Johnson) – "Motion"
- 1981: Chris Christian, (Boardwalk Records) – "Don't Give Up on Us" (guitar solo)
- 1982: Long Time Friends, Alessi Brothers – "Forever" (baggrundsvokal)
- 1985: Soul Kiss, Olivia Newton-John – "You Were Great, How Was I?" (baggrundsvokal)
- 1985: Crazy from the Heat, David Lee Roth – "California Girls" (baggrundsvokal)
- 1988: Brian Wilson, Brian Wilson – "Night Time" (baggrundsvokal)
- 1989: Christmas at My House, Larry Carlton – "Ringing the Bells of Christmas"
- 1991: Love Can Do That, Elaine Paige – "Same Train"
- 1994: Grammy's Greatest Moments Volume III – "Arthur's Theme" (live version)[34]
- 1996: Venus Isle, Eric Johnson – "Lonely in the Night" (baggrundsvokal)
- 1996: On Air, Alan Parsons – "So Far Away"
- 1998: Imagination, Brian Wilson (special edition "Words and Music" bonus disc) – "In My Room"
- 2001: A Gathering of Friends, Michael McDonald – "Ride Like the Wind"
- 2001: When It All Goes South, Alabama – "Love Remains"
- 2004: Confidential, Peter White – "She's in Love"
- 2006: Skylark, Gigi Mackenzie – "That's All"
- 2008: Soundstage: America Live in Chicago – "Lonely People", "A Horse with No Name"
- 2013: Train Keeps a Rolling, Jeff Golub – "How Long"
- 2013: Imagination of You, Eric Johnson – "Imagination of You"